# San Miguel de Serrezuela
San Miguel de Serrezuela ist ein Ort und eine zentralspanische Gemeinde (municipio) mit 106 Einwohnern (Stand: 2024) in der Provinz Ávila in der Autonomen Region Kastilien-León. 

## Lage
San Miguel de Serrezuela sich in den nördlichen Ausläufern der Sierra de Gredos gut 55 Kilometer westsüdwestlich von Ávila in einer Höhe von 1095 m. Das Klima im Winter ist kühl, im Sommer dagegen trotz der Höhenlage durchaus warm; der Regen (ca. 525 mm/Jahr) fällt – mit Ausnahme der nahezu regenlosen Sommermonate – verteilt übers ganze Jahr.

## Bevölkerungsentwicklung
| Jahr      | 1970 | 1981 | 1991 | 2001 | 2011 | 2021 |
| Einwohner | 556  | 331  | 265  | 209  | 170  | 110  |

## Sehenswürdigkeiten

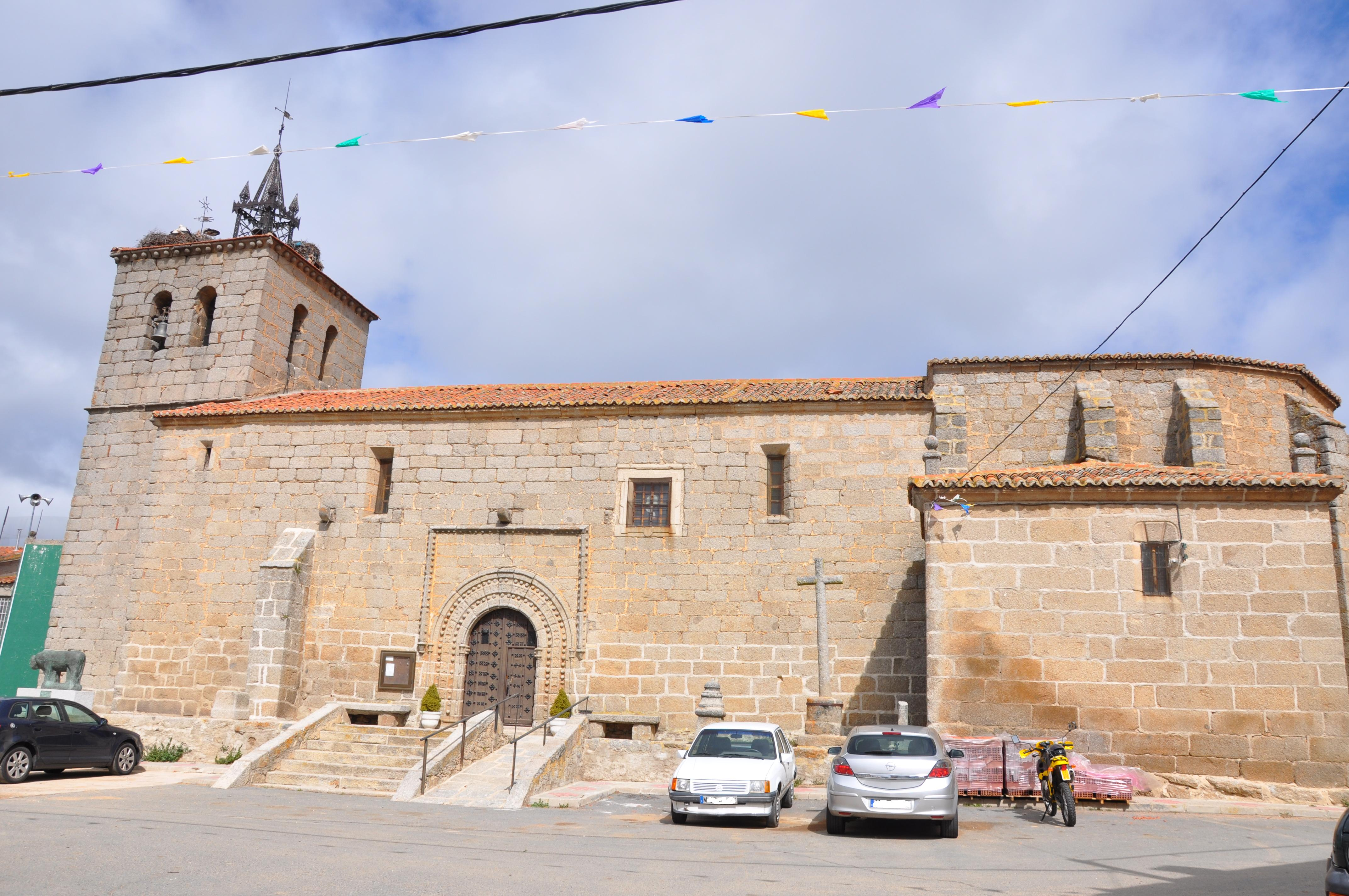
Michaeliskirche

- Michaeliskirche